# PSA World Tour 2012/13
Die PSA World Tour 2012/13 umfasst alle Squashturniere der Herren-Saison 2012/13 der PSA World Tour. Sie begann am 1. August 2012 und endete am 31. Juli 2013. Die nach dem Monat sortierte Übersicht zeigt den Ort des Turniers an, dessen Namen, das ausgeschüttete Gesamtpreisgeld, sowie den Sieger des Turniers. In der abschließenden Tabelle werden sämtliche Turniersieger nach der Menge ihrer Titel aufgelistet. Dabei ist es nicht relevant, welche Wertigkeit die vom Spieler gewonnenen Turniere besaßen, auch wenn eine entsprechende Erfassung erfolgt.
In der Saison 2012/13 fanden insgesamt 110 Turniere statt. Das Gesamtpreisgeld betrug 2.805.250 US-Dollar.
Bester Spieler der Saison war Ramy Ashour, der nicht nur sämtliche Turniere der PSA World Series mit Platinum- und Gold-Status gewann, sondern auch Weltmeister wurde. Mit acht Saisontiteln gewann er gleichzeitig die meisten Turniere in der Saison.

## Tourinformationen

### Anzahl nach Turnierserie
| Turnierserie | WM 1 | WS F 2 | WS Pl 3 | WS Go 4 | In 70 5 | In 50 | In 35 | In 25 | Ch 15 6 | Ch 10 | Ch 5 |
| ------------ | ---- | ------ | ------- | ------- | ------- | ----- | ----- | ----- | ------- | ----- | ---- |
| Anzahl       | 1    | 1      | 3       | 3       | 6       | 4     | 3     | 4     | 12      | 30    | 43   |
| Gesamt       | 1    | 7      | 7       | 7       | 17      | 17    | 17    | 17    | 75      | 75    | 75   |

## Turnierplan

### August
| Datum         | Ort          | Turnier                                                   | Preisgeld | Sieger                 |
| ------------- | ------------ | --------------------------------------------------------- | --------- | ---------------------- |
| 11.08.–19.08. | Canberra     | Hi-Tec Australian Open 2012                               | $ 70.000  | Ramy Ashour            |
| 13.08.–18.08. | Toronto      | National Squash Academy Open 2012                         | $ 5.000   | Dane Sharp             |
| 14.08.–18.08. | Johannesburg | Central Gauteng Open 2012                                 | $ 5.000   | Shaun Le Roux          |
| 16.08.–19.08. | Ponta Grossa | Ponta Lagoa Internacional Challenger 2012                 | $ 10.000  | Kristian Frost         |
| 21.08.–26.08. | Nottingham   | Mantis Open 2012                                          | $ 5.000   | Karim Ali Fathi        |
| 23.08.–26.08. | Auckland     | Doubledot Media Henderson Open 2012                       | $ 5.000   | Jan Koukal             |
| 23.08.–26.08. | Medellín     | Campestre PSA Medellin Open 2012                          | $ 10.000  | Miguel Ángel Rodríguez |
| 29.08.–01.09. | Bogotá       | XV Abierto Colombiano de Squash Club El Nogal Bogotá 2012 | $ 35.000  | Tarek Momen            |
| 30.08.–02.09. | Hongkong     | Crocodile Challenge Cup 2012                              | $ 15.000  | Mazen Hesham           |

### September
| Datum         | Ort            | Turnier                                                 | Preisgeld | Sieger                 |
| ------------- | -------------- | ------------------------------------------------------- | --------- | ---------------------- |
| 04.09.–09.09. | Belo Horizonte | BH Open 2012                                            | $ 10.000  | Julian Illingworth     |
| 04.09.–09.09. | Cartagena      | Grupo Maximo Cartagena Squash Open 2012                 | $ 15.000  | Miguel Ángel Rodríguez |
| 06.09.–09.09. | Coffs Harbour  | North Coast Open 2012                                   | $ 5.000   | Mike Corren            |
| 10.09.–15.09. | San José       | Tour de las Americas Costa Rica Open de Squash 2012     | $ 7.000   | Anthony Graham         |
| 10.09.–15.09. | Kuala Lumpur   | CIMB Malaysian Open Squash Championships 2012           | $ 50.000  | Tarek Momen            |
| 13.09.–16.09. | Maringá        | Maringa Park Open de Squash 2012                        | $ 5.000   | Eddie Charlton         |
| 17.09.–22.09. | London         | Nash Cup 2012                                           | $ 10.000  | Julian Illingworth     |
| 18.09.–23.09. | Brasília       | Brasilia Classic International 2012                     | $ 10.000  | Rafael Alarçón         |
| 19.09.–22.09. | Islamabad      | CAS International 2012                                  | $ 12.000  | Aamir Atlas Khan       |
| 21.09.–24.09. | Manchester     | Springfield Solutions British Grand Prix 2012           | $ 70.000  | Nick Matthew           |
| 27.09.–30.09. | Caracas        | Isiven PSA Caracas Open 2012                            | $ 9.000   | Miguel Ángel Rodríguez |
| 27.09.–30.09. | Christchurch   | Doubledot Media Christchurch Boys High School Open 2012 | $ 5.000   | Mike Corren            |
| 29.09.–02.10. | Kobe           | Pro Squash Kansai in Japan 2012                         | $ 10.000  | Muhd Asyraf Azan       |

### Oktober
| Datum         | Ort                    | Turnier                           | Preisgeld | Sieger           |
| ------------- | ---------------------- | --------------------------------- | --------- | ---------------- |
| 04.10.–07.10. | Kuala Lumpur           | Royal Lake Club Open 2012         | $ 10.000  | Nasir Iqbal      |
| 05.10.–09.10. | Amman                  | Royal Jordanian Squash Open 2012  | $ 5.000   | Zahed Mohamed    |
| 06.10.–12.10. | Philadelphia           | Delaware Investments US Open 2012 | $ 115.000 | Ramy Ashour      |
| 16.10.–21.10. | Macau                  | Macau Open 2012                   | $ 50.000  | Karim Darwish    |
| 17.10.–20.10. | Santiago de Compostela | Santiago Open 2012                | $ 25.000  | Simon Rösner     |
| 19.10.–23.10. | San Francisco          | Netsuite Open 2012                | $ 70.000  | Grégory Gaultier |
| 24.10.–27.10. | Valencia               | PSA Valencia 2012                 | $ 15.000  | Omar Abdel Aziz  |
| 25.10.–28.10. | Brisbane               | Hitachi Queensland Open 2012      | $ 5.000   | Rex Hedrick      |
| 25.10.–28.10. | Ottawa                 | Goodlife Open 2012                | $ 10.000  | Shawn Delierre   |
| 30.10.–04.11. | Toluca de Lerdo        | Abierto Mexicano de Raquetas 2012 | $ 70.000  | Grégory Gaultier |

### November
| Datum         | Ort        | Turnier                                   | Preisgeld | Sieger              |
| ------------- | ---------- | ----------------------------------------- | --------- | ------------------- |
| 02.11.–04.11. | Mackay     | Mackay Open 2012                          | $ 5.000   | Eddie Charlton      |
| 05.11.–10.11. | Dayton     | EBS Dayton Open 2012                      | $ 35.000  | Borja Golán         |
| 06.11.–10.11. | Kuwait     | IKEA International Squash 2012            | $ 10.000  | Abdullah Al Muzayen |
| 09.11.–11.11. | Caboolture | Caboolture Open 2012                      | $ 5.000   | Eddie Charlton      |
| 10.11.–15.11. | Toronto    | Squash Revolution Toronto Cup 2012        | $ 15.000  | Ryan Cuskelly       |
| 20.11.–25.11. | London     | London Open 2012                          | $ 10.000  | Karim Ali Fathi     |
| 20.11.–25.11. | Saskatoon  | Prairie AutoHaus Saskatoon Boast 2012     | $ 10.000  | Campbell Grayson    |
| 22.11.–24.11. | Prag       | Prague Open 2012                          | $ 5.000   | Mahesh Mangaonkar   |
| 27.11.–02.12. | Xalapa     | Proteva Sports Squash Open 2012           | $ 5.000   | Alfredo Ávila       |
| 27.11.–02.12. | Edmonton   | The ReidBuilt Homes Edmonton Open 2012    | $ 15.000  | Shaun Le Roux       |
| 27.11.–02.12. | Hongkong   | Cathay Pacific Hong Kong Squash Open 2012 | $ 150.000 | Ramy Ashour         |

### Dezember
| Datum         | Ort        | Turnier                                          | Preisgeld | Sieger             |
| ------------- | ---------- | ------------------------------------------------ | --------- | ------------------ |
| 06.12.–14.12. | Doha       | Squash-Weltmeisterschaft 2012                    | $ 325.000 | Ramy Ashour        |
| 11.12.–16.12. | Boca Raton | Betty F Griffin Memorial Florida State Open 2012 | $ 10.000  | Julian Illingworth |
| 13.12.–16.12. | Bratislava | PSA Imet Open 2012                               | $ 5.000   | Greg Lobban        |
| 20.12.–23.12. | Islamabad  | Pakistan International Circuit IV 2012           | $ 12.000  | Nasir Iqbal        |

### Januar
| Datum         | Ort              | Turnier                                      | Preisgeld | Sieger            |
| ------------- | ---------------- | -------------------------------------------- | --------- | ----------------- |
| 02.01.–06.01. | London           | PSA World Series Finals 2012/13              | $ 110.000 | Amr Shabana       |
| 04.01.–06.01. | Nîmes            | Open du Gard 2013                            | $ 5.000   | Lucas Serme       |
| 09.01.–12.01. | Washington, D.C. | Squash Revolution National Capital Open 2013 | $ 15.000  | Shawn Delierre    |
| 16.01.–24.01. | New York City    | J. P. Morgan Tournament of Champions 2013    | $ 115.000 | Ramy Ashour       |
| 17.01.–20.01. | Barcelona        | Club Esportiu Rocafort XV Open               | $ 5.000   | Jens Schoor       |
| 22.01.–27.01. | Atlanta          | The Atlanta Open 2013                        | $ 10.000  | Omar Abdel Meguid |
| 24.01.–27.01. | Calgary          | TAQA Bankers Hall Club Pro Am 2013           | $ 10.000  | Leo Au            |
| 24.01.–28.01. | Brisbane         | Australia Day Challenge 2013                 | $ 5.000   | Paul Coll         |
| 24.01.–29.01. | Detroit          | Motor City Open 2013                         | $ 70.000  | Amr Shabana       |
| 31.01.–03.02. | Medicine Hat     | PSA Pro-AM Gas City Open 2013                | $ 5.000   | Raphael Kandra    |
| 29.01.–03.02. | Linköping        | Case Swedish Open 2013                       | $ 70.000  | Grégory Gaultier  |
| 29.01.–03.02. | Chicago          | Metro Squash Windy City Open 2013            | $ 26.250  | Borja Golán       |

### Februar
| Datum         | Ort      | Turnier                        | Preisgeld | Sieger           |
| ------------- | -------- | ------------------------------ | --------- | ---------------- |
| 06.02.–11.02. | Mikkeli  | Savcor Finnish Open 2013       | $ 15.000  | Olli Tuominen    |
| 12.02.–17.02. | Kisch    | 5th Kish Persian Gulf Cup 2013 | $ 10.000  | Aamir Atlas Khan |
| 23.02.–02.03. | Richmond | North American Open 2013       | $ 115.000 | Ramy Ashour      |

### März
| Datum         | Ort          | Turnier                                        | Preisgeld | Sieger              |
| ------------- | ------------ | ---------------------------------------------- | --------- | ------------------- |
| 07.03.–10.03. | Salzburg     | Austrian Open 2013                             | $ 5.000   | Aqeel Rehman        |
| 08.03.–14.03. | Kuwait       | Kuwait PSA Cup 2013                            | $ 190.000 | Ramy Ashour         |
| 10.03.–15.03. | Karatschi    | Karachi International Squash Championship 2013 | $ 5.000   | Nasir Iqbal         |
| 11.03.–15.03. | Kuala Lumpur | NSC SRAM Series No.1                           | $ 5.000   | Ivan Yuen           |
| 12.03.–17.03. | Winnipeg     | Manitoba Open 2013                             | $ 10.000  | César Salazar       |
| 16.03.–22.03. | London       | Canary Wharf Squash Classic 2013               | $ 50.000  | James Willstrop     |
| 19.03.–23.03. | Kuwait       | Burgan Bank Challenger 10                      | $ 10.000  | Abdullah Al Muzayen |
| 21.03.–24.03. | Genf         | Swiss Open 2013                                | $ 5.000   | Lucas Serme         |
| 26.03.–31.03. | Galway       | Paddy Whack West of Ireland Open               | $ 10.000  | Mazen Hesham        |
| 26.03.–31.03. | Kuala Lumpur | CIMB KL Open Squash Championships 2013         | $ 50.000  | Karim Darwish       |

### April
| Datum         | Ort             | Turnier                                  | Preisgeld | Sieger               |
| ------------- | --------------- | ---------------------------------------- | --------- | -------------------- |
| 01.04.–06.04. | Greater Sudbury | Northern Ontario Championships 2013      | $ 15.000  | Marwan Elshorbagy    |
| 06.04.–12.04. | Johannesburg    | Assore Central Gauteng Open 2013         | $ 5.000   | Mohamed Abouelghar   |
| 09.04.–14.04. | Rochester       | Rochester ProAm 2013                     | $ 7.000   | Lucas Serme          |
| 13.04.–19.04. | Pretoria        | NSA Open 2013                            | $ 5.000   | Fares Dessouki       |
| 15.04.–18.04. | New York City   | NY Metro Open 2013                       | $ 15.000  | Christopher Gordon   |
| 22.04.–27.04. | Kapstadt        | Western Province Open 2013               | $ 5.000   | Mohamed Abouelghar   |
| 22.04.–27.04. | Zürich          | Grasshopper Cup 2013                     | $ 35.000  | Alister Walker       |
| 22.04.–27.04. | Dublin          | Cannon Kirk Homes Irish Squash Open 2013 | $ 15.000  | Mohd Nafiizwan Adnan |
| 23.04.–28.04. | Houston         | Houston International Open 2013          | $ 10.000  | Campbell Grayson     |
| 29.04.–04.05. | Kapstadt        | UCT Open Squash Championships 2013       | $ 5.000   | Shaun Le Roux        |

### Mai
| Datum         | Ort           | Turnier                                 | Preisgeld | Sieger                 |
| ------------- | ------------- | --------------------------------------- | --------- | ---------------------- |
| 30.04.–05.05. | Ipswich       | ISC Seven Telematics Open 2013          | $ 5.000   | Jonathan Kemp          |
| 06.05.–11.05. | Mumbai        | CCI PSA Squash Challenger 15 2013       | $ 15.000  | Mazen Hesham           |
| 07.05.–12.05. | Maidstone     | SE Leisure Kent Open 2013               | $ 10.000  | Jonathan Kemp          |
| 07.05.–12.05. | Guatemala     | VI Torneo Internacional PSA Sporta 2013 | $ 25.000  | Miguel Ángel Rodríguez |
| 07.05.–12.05. | Las Vegas     | The Las Vegas Open 2013                 | $ 10.000  | Julian Illingworth     |
| 09.05.–12.05. | Darwin        | NT Open 2013                            | $ 5.000   | Rex Hedrick            |
| 10.05.–13.05. | Jersey        | Jersey Squash Classic 2013              | $ 10.000  | Chris Simpson          |
| 16.05.–19.05. | Alice Springs | NT Link Alice Springs Open 2013         | $ 5.000   | Rex Hedrick            |
| 18.05.–26.05. | Hull          | Allam British Open 2013                 | $ 150.000 | Ramy Ashour            |
| 20.05.–25.05. | Resistencia   | ACHS Resistencia Regatas Open 2013      | $ 10.000  | Matthew Karwalski      |
| 21.05.–26.05. | Kriens        | Sekisui Open 2013                       | $ 10.000  | Julian Illingworth     |
| 23.05.–26.05. | Perth         | Western Australia Open 2013             | $ 5.000   | Mike Corren            |
| 24.05.–26.05. | Paris         | IG Markets Open de Paris 2013           | $ 5.000   | Joel Hinds             |
| 26.05.–31.05. | Kuwait        | 2nd Martyr Fahad Al-Ahmad Tournament    | $ 10.000  | Abdullah Al Muzayen    |
| 27.05.–01.06. | Asunción      | Paraguay Open 2013                      | $ 5.000   | Jaymie Haycocks        |
| 27.05.–01.06. | Hongkong      | HKFC International 2013                 | $ 25.000  | Alister Walker         |
| 28.05.–02.06. | Kriens        | Pilatus Cup 2013                        | $ 5.000   | Jens Schoor            |

### Juni
| Datum         | Ort                | Turnier                                     | Preisgeld | Sieger          |
| ------------- | ------------------ | ------------------------------------------- | --------- | --------------- |
| 31.05.–03.06. | Kalgoorlie-Boulder | City of Kalgoorlie-Boulder Golden Open 2013 | $ 5.000   | Ahmed Atef      |
| 03.06.–09.06. | Dourados           | 4th Cerdil Squash Open 2013                 | $ 10.000  | Jaymie Haycocks |
| 06.06.–09.06. | Tanunda            | Toyota Barossa Valley Open 2013             | $ 5.000   | Mike Corren     |
| 11.06.–15.06. | Plympton Park      | South Australia Open 2013                   | $ 5.000   | Mike Corren     |
| 18.06.–23.06. | Wah Cantt          | POF Pakistan Circuit II                     | $ 12.000  | Nasir Iqbal     |
| 20.06.–22.06. | Tortola            | British Virgin Islands Open 2013            | $ 5.000   | Gonzalo Miranda |
| 27.06.–29.06. | Gibraltar          | Gibraltar Open 2013                         | $ 5.000   | Jan Koukal      |

### Juli
| Datum         | Ort            | Turnier                             | Preisgeld | Sieger           |
| ------------- | -------------- | ----------------------------------- | --------- | ---------------- |
| 03.07.–07.07. | Hongkong       | Buler Squash Challenge Cup 2013     | $ 15.000  | Max Lee          |
| 04.07.–07.07. | Château-Arnoux | The Open Squash Chateau-Arnoux 2013 | $ 5.000   | Kristian Frost   |
| 08.07.–14.07. | Melbourne      | Victoria Open 2013                  | $ 10.000  | Campbell Grayson |
| 18.07.–21.07. | Bellerive      | Tasmania Open 2013                  | $ 5.000   | Steven Finitsis  |

## Turniersieger
| Platz | Spieler                | Siege | WM 1 | WS F 2 | WS Pl 3 | WS Go 4 | In 70 5 | In 50 | In 35 | In 25 | Ch 15 6 | Ch 10 | Ch 5 |
| ----- | ---------------------- | ----- | ---- | ------ | ------- | ------- | ------- | ----- | ----- | ----- | ------- | ----- | ---- |
| 1.    | Ramy Ashour            | 8     | 1    |        | 3       | 3       | 1       |       |       |       |         |       |      |
| 2.    | Mike Corren            | 5     |      |        |         |         |         |       |       |       |         |       | 5    |
| 2.    | Julian Illingworth     | 5     |      |        |         |         |         |       |       |       |         | 5     |      |
| 4.    | Nasir Iqbal            | 4     |      |        |         |         |         |       |       |       |         | 3     | 1    |
| 4.    | Miguel Ángel Rodríguez | 4     |      |        |         |         |         |       |       | 1     | 1       | 1     | 1    |
| 6.    | Abdullah Al Muzayen    | 3     |      |        |         |         |         |       |       |       |         | 3     |      |
| 6.    | Eddie Charlton         | 3     |      |        |         |         |         |       |       |       |         |       | 3    |
| 6.    | Grégory Gaultier       | 3     |      |        |         |         | 3       |       |       |       |         |       |      |
| 6.    | Campbell Grayson       | 3     |      |        |         |         |         |       |       |       |         | 3     |      |
| 6.    | Rex Hedrick            | 3     |      |        |         |         |         |       |       |       |         |       | 3    |
| 6.    | Mazen Hesham           | 3     |      |        |         |         |         |       |       |       | 2       | 1     |      |
| 6.    | Shaun Le Roux          | 3     |      |        |         |         |         |       |       |       | 1       |       | 2    |
| 6.    | Lucas Serme            | 3     |      |        |         |         |         |       |       |       |         |       | 3    |
| 14.   | Mohamed Abouelghar     | 2     |      |        |         |         |         |       |       |       |         |       | 2    |
| 14.   | Karim Darwish          | 2     |      |        |         |         |         | 2     |       |       |         |       |      |
| 14.   | Shawn Delierre         | 2     |      |        |         |         |         |       |       |       | 1       | 1     |      |
| 14.   | Karim Ali Fathi        | 2     |      |        |         |         |         |       |       |       |         | 1     | 1    |
| 14.   | Kristian Frost         | 2     |      |        |         |         |         |       |       |       |         | 1     | 1    |
| 14.   | Borja Golán            | 2     |      |        |         |         |         |       | 1     | 1     |         |       |      |
| 14.   | Jaymie Haycocks        | 2     |      |        |         |         |         |       |       |       |         | 1     | 1    |
| 14.   | Jonathan Kemp          | 2     |      |        |         |         |         |       |       |       |         | 1     | 1    |
| 14.   | Aamir Atlas Khan       | 2     |      |        |         |         |         |       |       |       |         | 2     |      |
| 14.   | Jan Koukal             | 2     |      |        |         |         |         |       |       |       |         |       | 2    |
| 14.   | Tarek Momen            | 2     |      |        |         |         |         | 1     | 1     |       |         |       |      |
| 14.   | Jens Schoor            | 2     |      |        |         |         |         |       |       |       |         |       | 2    |
| 14.   | Amr Shabana            | 2     |      | 1      |         |         | 1       |       |       |       |         |       |      |
| 14.   | Alister Walker         | 2     |      |        |         |         |         |       | 1     | 1     |         |       |      |
| 28.   | Mohd Nafiizwan Adnan   | 1     |      |        |         |         |         |       |       |       | 1       |       |      |
| 28.   | Rafael Alarçón         | 1     |      |        |         |         |         |       |       |       |         | 1     |      |
| 28.   | Ahmed Atef             | 1     |      |        |         |         |         |       |       |       |         |       | 1    |
| 28.   | Leo Au                 | 1     |      |        |         |         |         |       |       |       |         | 1     |      |
| 28.   | Alfredo Ávila          | 1     |      |        |         |         |         |       |       |       |         |       | 1    |
| 28.   | Muhd Asyraf Azan       | 1     |      |        |         |         |         |       |       |       |         | 1     |      |
| 28.   | Omar Abdel Aziz        | 1     |      |        |         |         |         |       |       |       | 1       |       |      |
| 28.   | Paul Coll              | 1     |      |        |         |         |         |       |       |       |         |       | 1    |
| 28.   | Ryan Cuskelly          | 1     |      |        |         |         |         |       |       |       | 1       |       |      |
| 28.   | Fares Dessouki         | 1     |      |        |         |         |         |       |       |       |         |       | 1    |
| 28.   | Marwan Elshorbagy      | 1     |      |        |         |         |         |       |       |       | 1       |       |      |
| 28.   | Steven Finitsis        | 1     |      |        |         |         |         |       |       |       |         |       | 1    |
| 28.   | Christopher Gordon     | 1     |      |        |         |         |         |       |       |       | 1       |       |      |
| 28.   | Anthony Graham         | 1     |      |        |         |         |         |       |       |       |         |       | 1    |
| 28.   | Joel Hinds             | 1     |      |        |         |         |         |       |       |       |         |       | 1    |
| 28.   | Raphael Kandra         | 1     |      |        |         |         |         |       |       |       |         |       | 1    |
| 28.   | Matthew Karwalski      | 1     |      |        |         |         |         |       |       |       |         | 1     |      |
| 28.   | Max Lee                | 1     |      |        |         |         |         |       |       |       | 1       |       |      |
| 28.   | Greg Lobban            | 1     |      |        |         |         |         |       |       |       |         |       | 1    |
| 28.   | Mahesh Mangaonkar      | 1     |      |        |         |         |         |       |       |       |         |       | 1    |
| 28.   | Nick Matthew           | 1     |      |        |         |         | 1       |       |       |       |         |       |      |
| 28.   | Omar Abdel Meguid      | 1     |      |        |         |         |         |       |       |       |         | 1     |      |
| 28.   | Gonzalo Miranda        | 1     |      |        |         |         |         |       |       |       |         |       | 1    |
| 28.   | Zahed Mohamed          | 1     |      |        |         |         |         |       |       |       |         |       | 1    |
| 28.   | Aqeel Rehman           | 1     |      |        |         |         |         |       |       |       |         |       | 1    |
| 28.   | Simon Rösner           | 1     |      |        |         |         |         |       |       | 1     |         |       |      |
| 28.   | César Salazar          | 1     |      |        |         |         |         |       |       |       |         | 1     |      |
| 28.   | Dane Sharp             | 1     |      |        |         |         |         |       |       |       |         |       | 1    |
| 28.   | Chris Simpson          | 1     |      |        |         |         |         |       |       |       |         | 1     |      |
| 28.   | Olli Tuominen          | 1     |      |        |         |         |         |       |       |       | 1       |       |      |
| 28.   | James Willstrop        | 1     |      |        |         |         |         | 1     |       |       |         |       |      |
| 28.   | Ivan Yuen              | 1     |      |        |         |         |         |       |       |       |         |       | 1    |

 1 PSA Weltmeisterschaft

 2 PSA World Series Finals

 3 PSA World Series Platinum

 4 PSA World Series Gold

 5 PSA International

 6 PSA Challenger